# امرأة من نار (فلم 1987)
امرأة من نار  هو فيلمٌ مصريٌ أُنتج عام 1987.

## قصة الفيلم
لوزة (صفية العمري) تعيش في حارة مع أختها سعاد (عزيزة راشد) والتي تتزوج من ممدوح (سمير رامي) صاحب محل تصليح الأجهزة الكهربائية الذي يحبها. أما لوزة فيحبّها السبّاك سيد (أحمد راتب) لكنها لا تعيره اهتماماً.
يأتي إلى الحارة سائق البيجو الأجرة زغلول (يوسف شعبان). بدأ مغازلة لوزة حتى أحبته. حاول إشراكها في تجارة الشنطة. لم تكن لوزة تعلم بعلاقته الراقصة دولت (زيزي مصطفى) وأختها نجوى (شروق) التي عرفته بدورها على القط (رشاد فرج) موظف الجمرك في بورسعيد.
يستعير زغلول مصاغ لوزة ليشتري بها بضاعة من بورسعيد، وساعده القط في تهريبها، ثم أعاد زغلول المصاغ للوزة مع المكسب، مما رسخ ثقتها به. ثم استدرجها إلى منزله وخدعها باسم الحب وحملته. قام القط أيضاً بمساعد زغلول في تهريب أقراصٍ مخدرةٍ. افتتح زغلول مع لوزة محل ملابس. لكن أختها سعاد قامت بطردها حين عادت إلى المنزل.
تتشاجر لوزة مع زغلول حين علمت صدفةً بعلاقته مع نجوى. ثم عادت إلى أختها منهارةً، وتعرضت لنزيفٍ حادٍ مما أدى إلى إجراء عملية إجهاض.

## مصدر
صفحة الفيلم على قاعدة بيانات الأفلام العربية.

## وصلات خارجية
- مقالات تستعمل روابط فنية بلا صلة مع ويكي بيانات
- امرأة من نار على الدهليز
- امرأة من نار على كاروهات